# Crisi di Çanakkale
La Crisi di Çanakkale, chiamata anche Affare di Çanakkale o Incidente di Çanakkale, fu una minaccia di attacco da parte dei turchi sulle truppe britanniche e francesi ferme vicino a Çanakkale a sorvegliare la zona neutrale nel settembre 1922.
Il trattamento della crisi da parte del Gabinetto Britannico diede un grande contributo alla caduta del Primo Ministro Britannico David Lloyd George. Inoltre, questa fu la prima occasione in cui il governo del Canada fu indipendente, dal punto di vista diplomatico, dal Regno Unito.
La crisi fu anche un importante fattore per lo Statuto di Westminster, datato 1931, che determinò che i Domini del Commonwealth Britannico avrebbero avuto indipendenza nella politica estera.

## Gli avvenimenti
Le truppe turche avevano appena sconfitto le forze greche e riconquistato Smirne (9 settembre 1922) e stavano avanzando nella zona neutrale degli Stretti. Il Gabinetto del Regno Unito si riunì il 15 settembre e decise che le forze britanniche avrebbero dovuto mantenere le loro posizioni.
Il giorno seguente, a causa dell'assenza del Segretario di Stato per gli Affari Esteri e del Commonwealth, Lord Curzon, i ministri del Gabinetto rilasciarono un messaggio che minacciava la Turchia di dichiarazione di guerra da parte della Gran Bretagna e dei Dominion, poiché la Turchia aveva violato il Trattato di Sèvres.
Il 18 settembre, al suo ritorno a Londra, Curzon capì che questo avrebbe fatto infuriare, a favore della Turchia, il Primo ministro francese Raymond Poincaré, e partì per Parigi nel tentativo di diminuire la gravità della faccenda. Poincaré, comunque, aveva già ordinato il ritiro delle truppe francesi presenti a Çanakkale, ma aveva anche convinto i Turchi a rispettare la zona neutrale. Curzon arrivò a Parigi il 20 settembre e, dopo vari incontri irosi con Poincarè, raggiunse l'accordo di negoziare un armistizio coi Turchi.
Il popolo britannico fu allarmato dall'episodio di Çanakkale e dalla possibilità di essere coinvolti nuovamente in una guerra. Non aiutò il fatto che il Primo Ministro, Lloyd George, non si fosse consultato coi primi ministri del Commonwealth.
Al contrario di otto anni prima, quando era scoppiata la prima guerra mondiale, il Canada in particolare non si considerò automaticamente coinvolto nel conflitto; stavolta infatti il Primo Ministro Mackenzie King insistette affinché il Parlamento del Canada dovesse decidere in corso d'opera quello che avrebbe dovuto fare il paese. Quando, tempo dopo, il problema fu dibattuto nella Camera dei comuni, la minaccia di Çanakkale era passata. Ciò nonostante, King disse che, d'ora in avanti, il Parlamento canadese avrebbe stabilito il ruolo che il Canada avrebbe dovuto tenere negli affari esteri e che le sue decisioni avrebbero anche potuto divergere da quelle del governo britannico.
Neanche gli altri primi ministri dei Dominion diedero supporto, così come la Serbia, l'Italia e la Romania.